# Hideyuki Ujiie
Hideyuki Ujiie (Tokio, 23 februari 1979) is een voormalig Japans voetballer.

## Carrière
Hideyuki Ujiie speelde tussen 1998 en 2005 voor Yokohama Flügels, Omiya Ardija en Thespa Kusatsu.